# Eritema infeccioso
O eritema infeccioso, também conhecido como quinta doença, é uma doença infecciosa causada pelo parvovírus B19 e transmitido pela respiração, tosse, espirro e secreções infectadas. É mais comum nas crianças, podendo ocorrer também em adultos. A principal característica é uma erupção cutânea que começa nas bochechas e se espalha pelos membros inferiores e pelo tronco. Em alguns casos a erupção é muito leve, quase imperceptível. Sinais como a febre são mais raros que a erupção acompanhada de dor de cabeça, dor de garganta e coceira. A maioria dos casos curam sozinhos após cerca de uma semana. Somente 10% das mulheres grávidas que contraem a doença apresentam complicações com o feto. Durante o período de incubação do vírus, normalmente 14 dias, a pessoa infectada pode disseminar o vírus para outras não causando qualquer sintoma até o aparecimento da vermelhidão nas bochechas. Após o aparecimento da erupção, não há mais risco de contágio. Não há vacina e nenhuma terapia relacionadas com a causa.
A designação de Quinta Doença tem origem histórica (século XIX), pois corresponderia ao que se acreditava ser na época a 5ª doença exantemática (pele com pintas provocadas por uma situação infeciosa) a ser clinicamente reconhecida, após sarampo, escarlatina, rubéola e a "doença de Dukes", esta última não tendo sido confirmada posteriormente.

## Vírus B19
O vírus B19 é o único vírus patogénico para o homem da família dos parvovírus. O seu genoma é de DNA simples (unicatenar), e é um dos menores vírus conhecidos, com apenas 20 nanómetros.

## Epidemiologia

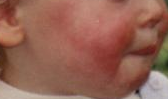
Eritema facial devido ao vírus B19 em criança

A taxa de infecção de pré-escolares está em cerca de 5 a 10 por cento, no período escolar esse número chega entre 60 a 70 por cento.
O eritema infeccioso é um dos cinco exantemas (doenças com marcas vermelhas na Pele) da infância. Os outros são o Sarampo, Varicela, roséola e rubéola. O contato direto e de secreções são meios de contágio e tem alto potencial de causar epidemias em crianças.
Em estudos sorológicos foi demonstrado que metade da população adulta sofreu infecção por este vírus em alguma altura da vida. Descrita em todo mundo, a doença afeta principalmente crianças entre 5 e 14 anos, com igual distribuição entre os sexos e uma incidência maior no inverno e primavera.

## Progressão e Sintomas

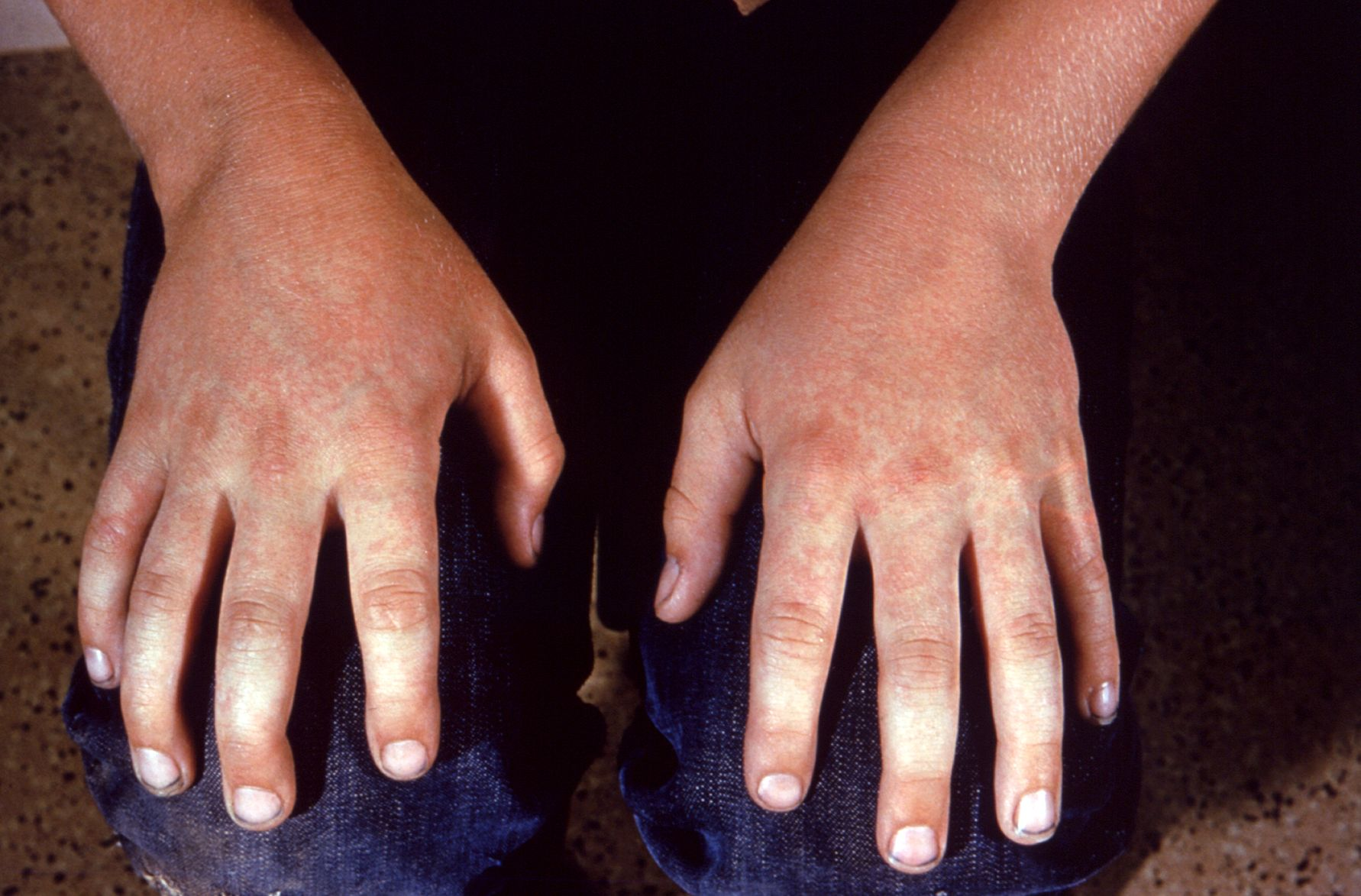
Eritema devido a infecção com B19 nas mãos de criança

O único reservatório para o vírus é o ser humano. A transmissão ocorre por infecção por gotículas através do contato direto, por mãos contaminadas, e raramente por produtos sanguíneos infectados. A infectividade nos primeiros 4-10 dias após a infecção é maior. Isto significa que crianças praticamente já não são mais contagiosas quando manifestam erupção. Ocorre auto-imunização após a infeccção.
O tempo entre a infecção e o aparecimento dos primeiros sintomas (período de incubação) é geralmente de quatro a 14 dias (até três semanas). A excreção de vírus normalmente dura desde o quinto até ao décimo dia após a infecção. Portanto, o período que antecede o aparecimento dos primeiros sinais de transmissão da doença é o de mais alta possibilidade de transmissão.
Na maioria dos casos, a infecção é assintomática, ocorrendo auto-imunização. Em outros casos, há sintomas de gripe sem erupção cutânea. A erupção cutânea típica é observada apenas em 15 a 20 por cento das pessoas infectadas. Ele começa nas bochechas com grandes manchas vermelhas que se aglutinam. Geralmente a área da boca não é acometida pelo eritema, dando aspecto de "face esbofeteada". Em 1 a 4 dias se espalha para o tronco e membros, agora com aspecto maculopapular, envolvendo grande extensão da pele. O clareamento das áreas centrais que se segue dá a ele seu "padrão rendilhado" característico.  Após 3 semanas o quadro regride mas pode recorrer por exposição à luz, alta temperatura e estresse. Após o quadro cutâneo 7% das crianças e 80% dos adultos apresentam quadro de artralgia com duração de semanas a meses. A estado geral de saúde é pouco prejudicada. Ocasionalmente haverá acometimento de dor no conjunto de articulações, principalmente pequenas articulações, e especialmente entre meninas e mulheres jovens. Os sintomas duram por duas semanas a vários meses.
O parvovirus B19 dissemina-se até à medula óssea, onde se multiplica no interior das células estomáticas precursoras das hemácias, destruindo-as. Em pessoas normais a velocidade de destruição não causa problemas maiores, mas em pessoas que já sofriam de alguma forma de anemia, a redução dos glóbulos vermelhos pode levar à crise aplástica perigosa. Em pacientes com deficiência congênita ou adquirida de defeitos do sistema imunológico, o combate ao vírus fica prejudicado, fazendo levar a anemia crônica recorrente. Tipicamente nestes pacientes é detectável anticorpos específicos contra parvovírus B19.
Pode complicar raramente em artrites moderadas e resolúveis por si só, mas o seu curso é quase sempre benigno. Nas mulheres grávidas no entanto, pode causar abortos e mal-formações, mas com muito menor frequência que outras doenças como a rubéola.

## Diagnóstico
Na erupção cutânea típica, o diagnóstico pode ser feito com base em sintomas clínicos. Em casos diagnosticamente pouco claros de infecção aguda por vírus a determinação de anticorpos específicos do vírus podem ser detectados no soro. A detecção de anticorpos anti-B19 aplica IgM como uma indicação de uma infecção aguda. Na gravidez o dianóstico deve ser realizado através da detecção direta do DNA viral viral no soro, uma vez que a reatividade dos testes IgM pode ser não específica. Em pacientes imunodeficientes os resultados sorológicos permanecem negativos, logo a detecção direta do vírus é necessária. Em casos graves ou crônicos após a infecção inicial de doentes gravemente imunodeprimidos, como em pós-transplantados, a detecção direta do vírus pode também ser necessária, através de punção de medula óssea. Em transmissão vertical, o IgM específico no soro da criança ao nascimento muitas vezes (ainda) não é detectável no sangue. O diagnóstico de uma infecção intra-uterina deve ser feito por detecção direta do vírus no líquido amniótico ou, mais seguramente, em sangue do cordão umbilical. O diagnóstico é feito por detecção de anticorpos especificos contra o vírus, por imunofluorescência. A observação ao microscópio eletrônico ou detecção do seu DNA por PCR também é usada.

## Tratamento
Não existe um tratamento específico disponível. O tratamento sintomático geralmente não é necessário. Em pacientes com imunodeficiência, anemia crônica e persistência viral, deve ser usada imunoglobulinas. Nos casos de infecção na gravidez faz-se necessãrio exame semanal de ultra-som para investigação de hidropsia fetal. Caso a hidropsia fetal seja detectada, transfusões de sangue intra-uterinas são recomendadas para sustentar a gravidez ou para interrompê-la com sucesso.